# Ringbahnbrücke Oberspree
Die Ringbahnbrücke Oberspree ist eine Eisenbahnbrücke der Berliner Ringbahn über die Spree in Berlin-Friedrichshain. Das etwa 100 Meter nordöstlich vom Bahnhof Berlin Treptower Park liegende Brückenensemble bestand ursprünglich aus drei parallelen zweigleisigen Fachwerkbrücken aus den Jahren 1895, 1905 und 1921. Die erste Brücke wurde hier aber schon 1868–1870 errichtet und 1905 durch einen neuen Überbau ersetzt. In den 1990er Jahren erfolgte eine grundlegende Überholung der Fachwerkbrücken, wobei die Eisen-Konstruktion von 1895 durch eine neue Stabbogenbrücke ersetzt und die beiden instandgesetzten Stahl-Fachwerkbrücken in die Berliner Denkmalliste aufgenommen wurden. Ein an der Ostseite der Stabbogenbrücke auf Kragarmen angebrachter Fußgänger- und Radweg wird Parkwegbrücke genannt. Unmittelbar auf der Westseite des Brückenensembles verläuft die Elsenbrücke.

## Geschichte
Die Ringbahnbrücke Oberspree über der Spree wurde zwischen den Jahren 1868 und 1870 von einem unbekannten Architekten zunächst eingleisig gebaut. Im Jahr 1871 wurde die neue Brücke eingeweiht. In diesem Zusammenhang entstand eine Straßenunterführung der Straße Alt Stralau mit einem gesonderten Fußgängertunnel. Die Brücke wurde in den Jahren 1895/96 um zwei weitere Personengleise erweitert und zwischen den Jahren 1914 und 1921 wurde sie sechsgleisig ausgebaut. Auf der Treptower Seite wird sie durch ein Pylon und am anderen Brückenende durch ein Stellwerk eingerahmt. Im Zweiten Weltkrieg wurde die Ringbahnbrücke teilzerstört und im Jahr 1946 wiederaufgebaut. Eine erneute Grundinstandsetzung der Brücke fand zwischen den Jahren 1990 und 1993 statt. Seit dem 28. September 1995 steht die Brücke in der Berliner Denkmalliste.

## Bildergalerie

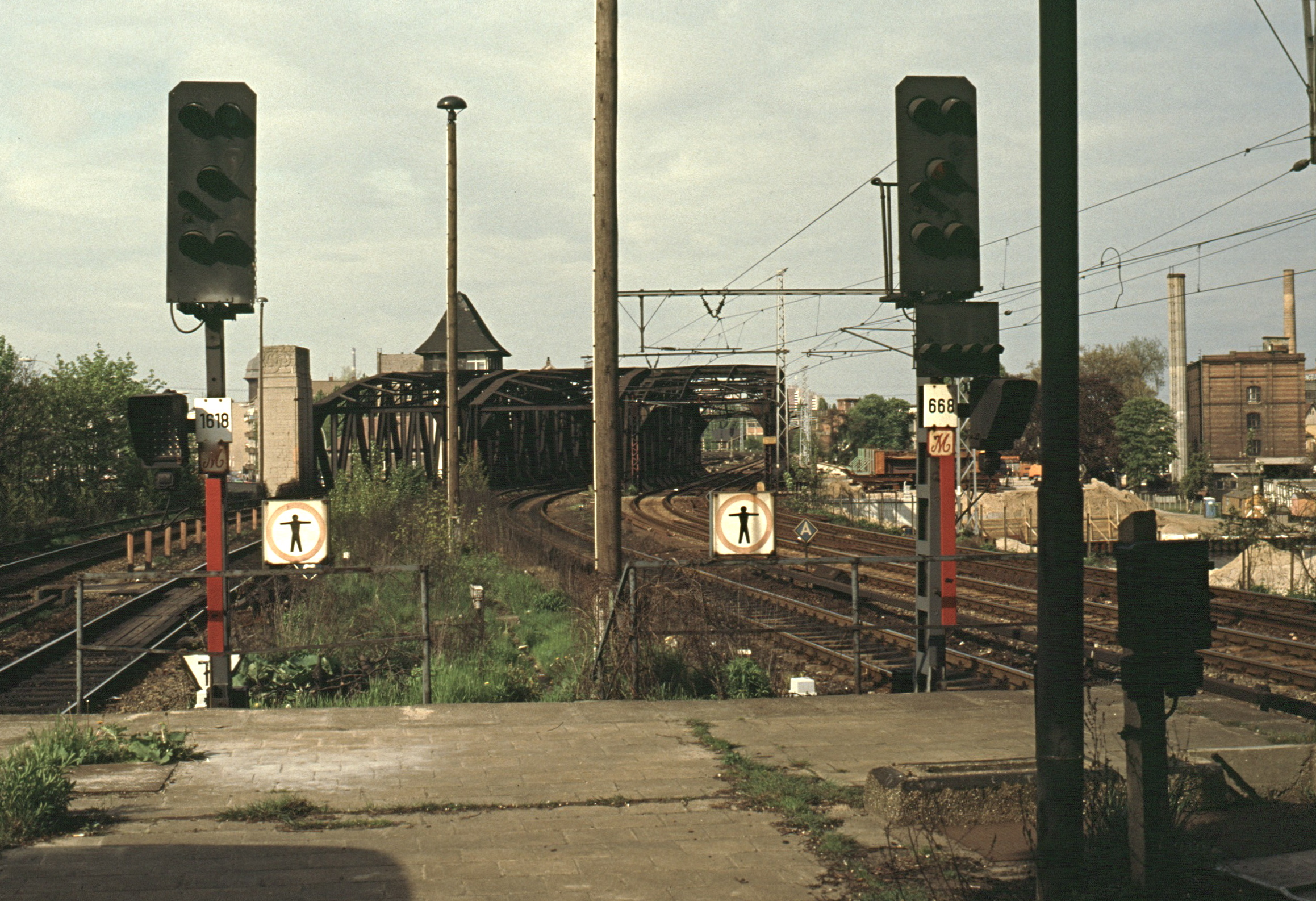
Zustand mit der alten Fernbahnbrücke vom Bahnhof Treptower Park aus gesehen (1991)
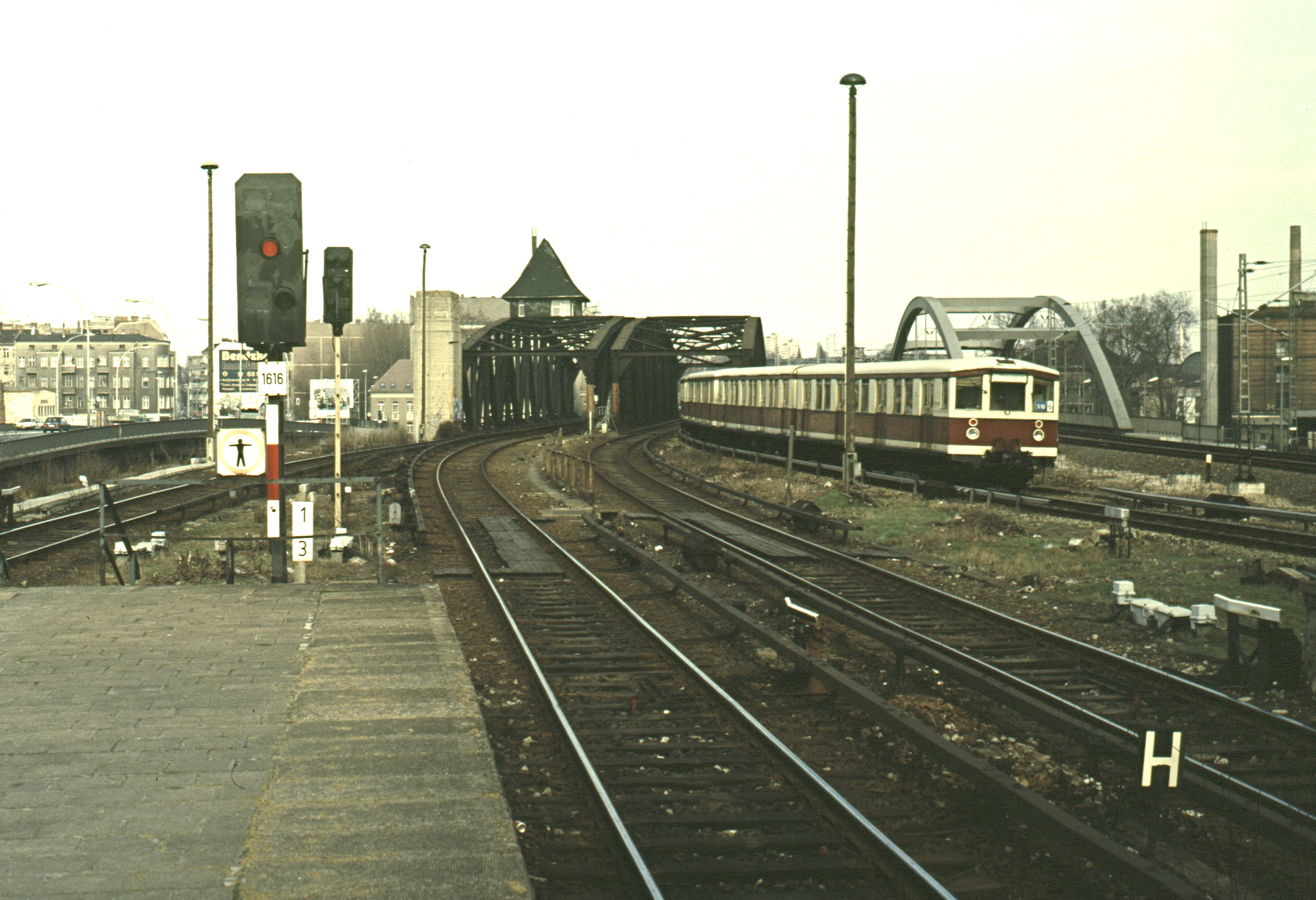
S-Bahn-Zug des Typs ET 165 und neue Fernbahnbrücke (1995)
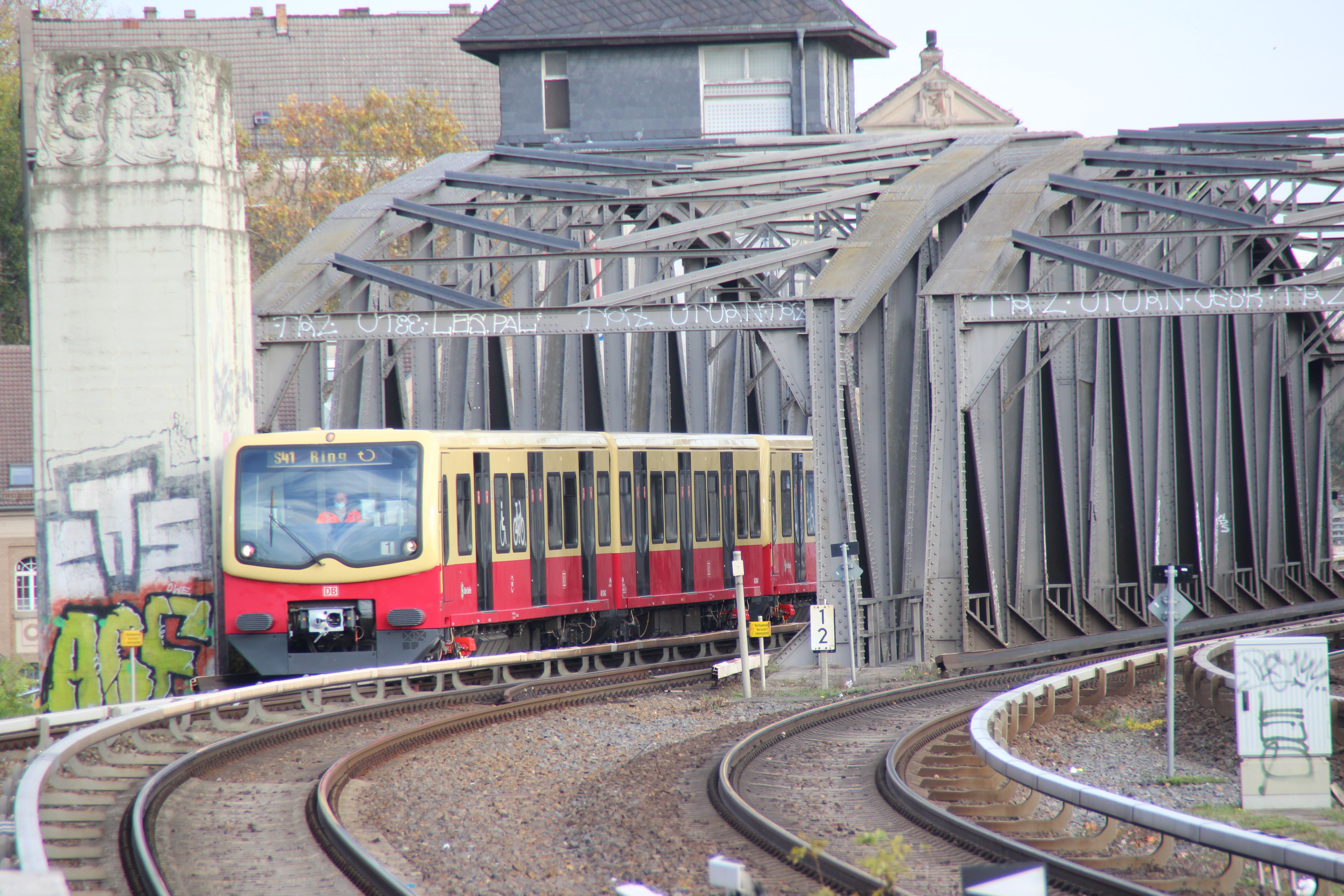
S-Bahn-Zug der Baureihe 481/482 auf der Ringbahnbrücke Oberspree (2020)